# Theo Keukens
Theo Keukens (Leuth, 5 oktober 1956) is een Nederlands voormalig voetballer die uitkwam voor FC Groningen en SC Veendam. Hij speelde als middenvelder.
Keukens begon bij VVLK uit Leuth en kwam op vijftienjarige leeftijd in het internaat van Go Ahead Eagles. Daar moest hij weg en werd opgepikt door FC Groningen. Voor die club speelde Keukens (in) 236 "officiële" wedstrijden, waarin hij 21 doelpunten maakte. In de jaren 1983 en 1984 maakte hij ook deel uit van het Nederlands Olympisch elftal. In 1984 ging hij op huurbasis naar SC Veendam nadat hij zijn basisplaats bij Groningen was kwijtgeraakt. Hij speelde van 1984-1985 tot en met 1986-1987 (in) 106 officiële duels (vier doelpunten) voor de Veenkolonialen. Vervolgens speelde Keukens voor de Groningse amateurclubs DIO Groningen en Oosterparkers, waarna hij terugkeerde naar zijn eerste club. In 2014 nam hij als speler van het derde team afscheid bij VVLK.